# Chillán Viejo
Chillán Viejo är en kommun i Chile.   Den ligger i provinsen Diguillín och regionen Ñuble, i den södra delen av landet, 400 km söder om huvudstaden Santiago de Chile.
I omgivningarna runt Chillán Viejo växer i huvudsak städsegrön lövskog. Runt Chillán Viejo är det ganska glesbefolkat, med 21 invånare per kvadratkilometer.